# Hypericum pibairense
Hypericum pibairense är en johannesörtsväxtart som först beskrevs av Kingo Miyabe och Y.Kimura, och fick sitt nu gällande namn av N.Robson. Hypericum pibairense ingår i släktet johannesörter, och familjen johannesörtsväxter. Inga underarter finns listade i Catalogue of Life.